# Mana Furuta
Pas d'image ? Cliquez ici

a Compétitions nationales et continentales officielles uniquement.

b Matchs officiels uniquement.
Mana Furuta (古田 真菜, Furuta Mana), née le 16 novembre 1997 dans la préfecture de Fukuoka (Japon), est une joueuse internationale japonaise de rugby à XV évoluant au poste de centre. Elle joue au Tokyo Sankyu Phoenix (ja).

## Biographie
Mana Furuta naît le 16 novembre 1997.
En 2022, elle joue pour les Tokyo Sankyu Phoenix (ja). Elle a quinze sélections en équipe du Japon quand elle est retenue en septembre 2022 pour disputer la Coupe du monde en Nouvelle-Zélande.
En juillet 2025, comptant désormais 35 capes en équipe nationale, elle est à nouveau retenue pour la Coupe du monde.

## Palmarès
- Vainqueur du Championnat du Japon en 2023, 2024 et 2025.